# Denis Zmeu
Denis Zmeu (n. 8 mai 1985, Chișinău) este un fost fotbalist moldovean care evolua pe postul de mijlocaș.
Din 24 august 2015 el este antrenor pentru pregătirea fizică la toate selecționatele de fotbal ale Moldovei. Din februarie 2016 pana in iunie 2017 este preparator fizic la formatia Milsami Orhei. Din iunie 2017 ocupa functia de preparator fizic la CSM Politehnica Iasi, echipa ce reuseste in premiera, in sezonul 2017 - 2018 calificarea in faza play-off a Ligii I din Romania. 

## Cariera de club
Denis Zmeu și-a început cariera la Zimbru Chișinău. În iarna lui 2007 el s-a transferat la FC Vaslui contra sumei de 200.000 €. A marcat primul său gol pentru Vaslui într-o victorie cu 3-0 în fața echipei FC Timișoara.

## Cariera internațională
La scurt timp după transferul său la Vaslui, el și-a făcut debutul la echipa națională de fotbal a Moldovei. Per total, între 2007 și 2011 el a jucat la națională 20 de meciuri, marcând un gol.

## Statistici carieră
| Club            | Sezon         | Campionat | Campionat | Cupă    | Cupă   | Europa  | Europa | Altele  | Altele | Total   | Total  | Total |
| Club            | Sezon         | Meciuri   | Goluri    | Meciuri | Goluri | Meciuri | Goluri | Meciuri | Goluri | Meciuri | Goluri |       |
| --------------- | ------------- | --------- | --------- | ------- | ------ | ------- | ------ | ------- | ------ | ------- | ------ | ----- |
| Zimbru Chișinău | 2003–04       | 2         | 0         | 0       | 0      | 0       | 0      | 0       | 0      | 2       | 0      |       |
| Zimbru Chișinău | 2004–05       | 17        | 5         | 0       | 0      | 0       | 0      | 0       | 0      | 17      | 5      |       |
| Zimbru Chișinău | 2005–06       | 6         | 0         | 0       | 0      | 0       | 0      | 0       | 0      | 6       | 0      |       |
| Zimbru Chișinău | 2006–07       | 1         | 0         | 0       | 0      | 0       | 0      | 0       | 0      | 1       | 0      |       |
| Total           | Total         | 26        | 5         | 0       | 0      | 0       | 0      | 0       | 0      | 26      | 5      |       |
| SC Vaslui       | 2006–07       | 15        | 0         | 0       | 0      | 0       | 0      | 0       | 0      | 15      | 0      |       |
| SC Vaslui       | 2007–08       | 18        | 1         | 1       | 0      | 0       | 0      | 0       | 0      | 19      | 1      |       |
| SC Vaslui       | 2008–09       | 17        | 1         | 4       | 0      | 3       | 0      | 0       | 0      | 24      | 1      |       |
| SC Vaslui       | 2009–10       | 13        | 0         | 4       | 0      | 3       | 0      | 0       | 0      | 20      | 0      |       |
| SC Vaslui       | 2010–11       | 4         | 0         | 1       | 0      | 0       | 0      | 0       | 0      | 5       | 0      |       |
| SC Vaslui       | 2011–12       | 14        | 1         | 2       | 0      | 5       | 1      | 0       | 0      | 21      | 2      |       |
| Total           | Total         | 81        | 3         | 12      | 0      | 11      | 1      | 0       | 0      | 104     | 4      |       |
| Total carieră   | Total carieră | 107       | 8         | 12      | 0      | 11      | 1      | 0       | 0      | 130     | 9      |       |

## Palmares

### FC Vaslui
- Cupa României
  - Finalist: 2009–10

- Cupa UEFA Intertoto
  - Câștigător: 2008